# Martha von Sabinin
Martha von Sabinin (30 mai 1831 - 1892) est une compositrice et pianiste russe.

## Biographie
Martha Von Sabinin est la fille de l'archiprêtre orthodoxe russe Stefan Sabinin à Weimar et d'Alexandra Timofeyevna Sabinina, née Veshcheserova (1807-1882).
Elle étudie la musique avec Robert et Clara Schumann, Peter Cornelius et Franz Liszt. Elle travaille comme professeur de musique à Weimar de 1854 à 1860.
Elle est nommée professeur de musique de la cour pour les enfants du tsar Alexandre II à Saint-Pétersbourg, où elle travaille de 1855 à 1881.
Pendant la guerre russo-turque, Martha Von Sabinin travaille dans un hôpital de 1876 à 1878. Elle entre ensuite dans un couvent des sœurs tsaristes de l'Annonciation. Elle devient abbesse et fonde des hospices.
Elle cultive également du vin et le presse avec succès, ses vins remportent des médailles d'or et d'argent aux foires d'Odessa et de Yalta.
À partir de 1880, elle rédige ses mémoires à partir de son journal.
Elle meurt en 1892 en Crimée,.

## Œuvres
Ses œuvres incluent : 
- Das Fischermädchen, op. 1 (Acht Lieder) no. 6 (texte : Heinrich Heine)
- Das ist ein Brausen und Heulen, op. 1 (Acht Lieder) no. 7 (texte : Heinrich Heine)
- Ich hab' dich geliebt und liebe dich noch, op. 1 (Acht Lieder) no. 8 (texte : Heinrich Heine)
- An den heiligen Franziskus von Paula choral work, libretto, musique de Franz Liszt